# 二级市场
，是买卖已经上市公司股票的資本市場。新股发行属于新发行证券的一级市场。二级市场是任何旧金融商品的交易市场，可为金融商品的最初投资者提供资金的流动性。这里金融商品可以是股票、债券、按揭、人寿保险等。各種資產的二級市場可能有所不同，從貸款到股票，從零散到集中，從非流動到非常流動。主要證券交易所是流動性二級市場最明顯的例子 - 在這種情況下，是公開交易公司的股票。
二级市场在新证券被发行后即存在，有时也被称做「配件市场」（aftermarket）。一旦新发行的证券被列入證券交易所裡，也就是做市商（market maker）开始出价和提供新证券之后，投资者和投机客便可以比较轻易地进行买卖交易。
各国的股票市场一般都是二级市场。与美国等西方国家比较，按揭贷款、人寿保险等金融产品的二级市场在中国大陆基本上还没有形成。

## 另見
- 一级市場